# 李廷錫
李廷錫（？—？），湖北安陸縣（今湖北省安陸縣）人，清朝政治人物，進士出身。
道光二年（1822年）壬午恩科進士，改昭文縣知縣，道光七年，任江蘇上海縣知縣，后護理江西督糧道。之後擔任南安府知府，任陝西督糧道。道光十六年，署陝西按察使。